# Futebol nos Jogos Olímpicos de Verão de 2000
O torneio de futebol nos Jogos Olímpicos de Verão de 2000 foi realizado entre 13 e 30 de setembro de 2000 na Austrália. As partidas foram realizadas em Canberra, Adelaide, Brisbane e Melbourne, além da cidade anfitriã dos Jogos, Sydney. O torneio masculino foi disputado pela vigésima vez, enquanto que o feminino fez sua segunda aparição nos Jogos Olímpicos.

## Sedes
|                                   |                                         |                                           |
|                                   |                                         |                                           |
| Estádio Olímpico Local: Sydney    | Sydney Football Stadium Local: Sydney   | Bruce Stadium Local: Canberra             |
|                                   |                                         |                                           |
| Hindmarsh Stadium Local: Adelaide | Brisbane Cricket Ground Local: Brisbane | Melbourne Cricket Ground Local: Melbourne |

## Medalhistas
| Evento             | Ouro | Prata | Bronze |
| ------------------ | --- | --- | --- |
| Masculino detalhes | Samuel Eto'o Serge Mimpo Clement Beaud Aaron Nguimbat Joël Epalle Modeste M'bami Patrice Abanda Nicolas Alnoudji Daniel Bekono Serge Branco Lauren Etame Mayer Carlos Kameni Patrick Mboma Albert Meyong Daniel Ngom Kome Geremi Njitap Patrick Suffo Pierre Womé CMR Camarões                      | David Albelda Iván Amaya Miguel Ángel Angulo Daniel Aranzubia Joan Capdevila Jordi Ferrón Gabri García Xavi Hernández Jesús María Lacruz Albert Luque Carlos Marchena Felip Ortiz Carles Puyol José María Romero Ismael Ruiz Raúl Tamudo Antonio Velamazán Unai Vergara ESP Espanha | Pedro Reyes Nelson Tapia Iván Zamorano Javier di Gregorio Cristian Álvarez Francisco Arrue Pablo Contreras Sebastián González David Henríquez Manuel Ibarra Claudio Maldonado Reinaldo Navia Rodrigo Núñez Rafael Olarra Patricio Ormazábal David Pizarro Rodrigo Tello Mauricio Rojas CHI Chile          |
| Feminino detalhes  | Gro Espeseth Bente Nordby Marianne Pettersen Hege Riise Kristin Bekkevold Ragnhild Gulbrandsen Solveig Gulbrandsen Margunn Haugenes Ingeborg Hovland Christine Bøe Jensen Silje Jørgensen Monica Knudsen Gøril Kringen Unni Lehn Dagny Mellgren Anita Rapp Brit Sandaune Bente Kvitland NOR Noruega | Brandi Chastain Joy Fawcett Julie Foudy Mia Hamm Kristine Lilly Tiffeny Milbrett Carla Overbeck Cindy Parlow Briana Scurry Lorrie Fair Michelle French Shannon MacMillan Siri Mullinix Christie Pearce Nikki Serlenga Danielle Slaton Kate Sobrero Sara Whalen USA Estados Unidos   | Ariane Hingst Melanie Hoffmann Steffi Jones Renate Lingor Maren Meinert Sandra Minnert Claudia Müller Birgit Prinz Silke Rottenberg Kerstin Stegemann Bettina Wiegmann Tina Wunderlich Nicole Brandebusemeyer Nadine Angerer Doris Fitschen Jeannette Götte Stefanie Gottschlich Inka Grings GER Alemanha |

## Quadro de medalhas
| Ordem | País               | Medalha de ouro | Medalha de prata | Medalha de bronze |   | Ordem por total |
| ----- | ------------------ | --------------- | ---------------- | ----------------- | - | --------------- |
| 1     | CMR Camarões       | 1               |                  |                   | 1 | 1               |
| 1     | NOR Noruega        | 1               |                  |                   | 1 | 1               |
| 3     | ESP Espanha        |                 | 1                |                   | 1 | 1               |
| 3     | USA Estados Unidos |                 | 1                |                   | 1 | 1               |
| 5     | GER Alemanha       |                 |                  | 1                 | 1 | 1               |
| 5     | CHI Chile          |                 |                  | 1                 | 1 | 1               |
| TOTAL | TOTAL              | 2               | 2                | 2                 | 6 | —               |